# Sterniet
Een sterniet is een van de twee bedekkende chitineplaten op een segment van het achterlichaam van een insect, en wel die aan de buikzijde. De corresponderende rugplaat heet tergiet.
Buikplaten die een speciale functie hebben krijgen vaak andere namen, zoals de buikplaten voor en achter de geslachtsopeningen. Deze worden genitaalplaten genoemd. Bij de termieten worden deze platen aangeduid met hypogynium.